# Penly
Penly est une ancienne commune française située dans le département de la Seine-Maritime en Normandie.
Dans le cadre de la fusion le 1er janvier 2016 des dix-huit communes qui constituaient la communauté de communes du Petit Caux pour former la commune nouvelle du Petit-Caux, Penly devient à cette date une de ses communes déléguées.

## Géographie

### Localisation
Disposant d'une façade sur la Manche, la commune est voisine de Biville-sur-Mer, Brunville, Tourville-la-Chapelle et Saint-Martin-en-Campagne

## Toponymie
Le nom de la localité est attesté sous les formes Penloi vers 1028 et 1034, Penleio et Penluy en 1059.

## Histoire
Avant la révolution, la cure (paroisse) du village est à la nomination et présentation (droit de patronage) des abbés et religieux de l'abbaye Saint-Michel du Tréport qui percevait les dîmes.

## Politique et administration

### Intercommunalité
La commune était membre de la communauté de communes du Petit Caux. Celle-ci s'est transformée le 1er janvier 2016 en commune nouvelle sous le nom du Petit-Caux et les 18 communes qui constituaient l'intercommunalité deviennent des communes déléguées, reprenant le nom et les limites territoriales des anciennes communes.
Le projet de schéma départemental de coopération intercommunale présenté par le préfet de Seine-Maritime le 2 octobre 2015 dans le cadre de l'approfondissement de la coopération intercommunale prévu par la Loi portant nouvelle organisation territoriale de la République (Loi NOTRe) du 7 août 2015 prévoit la fusion de la communauté de communes des Monts et Vallées (12 338 habitants), de cette commune nouvelle du Petit-Caux (9 042 habitants), et une commune membre de la communauté de communes de Londinières (264 habitants).

### Liste des maires
| Période                                  | Période                        | Identité            | Étiquette | Qualité |
| ---------------------------------------- | ------------------------------ | ------------------- | --------- | --- |
| Les données manquantes sont à compléter. |                                |                     |           | |
| 1835                                     |                                | M. Pajot (fils)     |           | |
| Les données manquantes sont à compléter. |                                |                     |           | |
| avant 1981                               | 2004                           | Michel Demouchy     |           | |
| 2004                                     | En cours (au 16 décembre 2015) | Jean-Pierre Cacheux |           | Vice-président de la CC du Petit Caux (2014 → 2015) Réélu pour le mandat 2014-2020 Devient maire délégué de Penly le 1er janvier 2016 |

## Population et société

### Démographie
L'évolution du nombre d'habitants est connue à travers les recensements de la population effectués dans la commune depuis 1793. À partir du 1er janvier 2009, les populations légales des communes sont publiées annuellement dans le cadre d'un recensement qui repose désormais sur une collecte d'information annuelle, concernant successivement tous les territoires communaux au cours d'une période de cinq ans. 
Pour les communes de moins de 10 000 habitants, une enquête de recensement portant sur toute la population est réalisée tous les cinq ans, les populations légales des années intermédiaires étant quant à elles estimées par interpolation ou extrapolation. Pour la commune, le premier recensement exhaustif entrant dans le cadre du nouveau dispositif a été réalisé en 2004,.
En 2013, la commune comptait 431 habitants, en évolution de +32,62 % par rapport à 2008 (Seine-Maritime : +0,48 %, France hors Mayotte : +2,49 %).
| 1793 | 1800 | 1806 | 1821 | 1831 | 1836 | 1841 | 1846 | 1851 |
| ---- | ---- | ---- | ---- | ---- | ---- | ---- | ---- | ---- |
| 376  | 356  | 321  | 345  | 345  | 359  | 370  | 353  | 317  |

| 1856 | 1861 | 1866 | 1872 | 1876 | 1881 | 1886 | 1891 | 1896 |
| ---- | ---- | ---- | ---- | ---- | ---- | ---- | ---- | ---- |
| 299  | 281  | 274  | 276  | 256  | 217  | 226  | 188  | 181  |

| 1901 | 1906 | 1911 | 1921 | 1926 | 1931 | 1936 | 1946 | 1954 |
| ---- | ---- | ---- | ---- | ---- | ---- | ---- | ---- | ---- |
| 177  | 189  | 185  | 163  | 174  | 165  | 171  | 173  | 161  |

| 1962 | 1968 | 1975 | 1982 | 1990 | 1999 | 2004 | 2009 | 2013 |
| ---- | ---- | ---- | ---- | ---- | ---- | ---- | ---- | ---- |
| 147  | 143  | 154  | 184  | 306  | 355  | 330  | 327  | 431  |

## Culture locale et patrimoine

### Lieux et monuments
- Église Saint-Denis.
- Centrale nucléaire de Penly.